# Panicum subtilissimum
Panicum subtilissimum là một loài thực vật có hoa trong họ Hòa thảo. Loài này được Renvoize mô tả khoa học đầu tiên năm 1979 publ. 1980.